# 中运河
中运河是京杭大运河流经江苏北部徐州市、宿迁市和淮安市，从江苏、山东边界的台儿庄，到淮安黄河故道的河段。北接鲁运河，南接里运河。
明代，曾利用为黄河所夺的发源于山东的泗水下游故河道进行漕运。清代，与黄河故道平行，在其东侧，自台儿庄向南至清江浦（淮安）黄淮运三水交汇处，开凿中运河，长186公里。
今日，中运河仍是煤炭等大宗物资南运的重要通道，航道标准也较高，可通航2000吨级船舶，连同里运河构成整个京杭大运河中等级最高的部分。只是沿线大小船闸甚多，例如皂河闸、刘老涧闸等。